# Lillian O'Donnell
Lillian O'Donnell, född 15 mars 1926 i Trieste, Italien, död 2 april 2005 i New York, var en amerikansk författare. Hon skrev polisromaner med en kvinnlig polis som problemlösare, Norah Mulcahaney.

## Verk översatta till svenska
- Dödsloppet, 1965 (Death Schuss)

Serien om Norah Mulcahaney:
- Nattens terror, 1984 (The children's zoo), nr 7 i serien
- Polis utan vapen, 1986 (Cop without a shield), nr 8 i serien
- Ladykiller: en Norah Mulcahaney-deckare, 1987 (Ladykiller), nr 9 i serien
- På andra sidan dörren, 1989 (The other side of the door), nr 11 i serien
- I afton mord, 1990 (A good night to kill), nr 12 i serien

## Källa och litteratur
- Bengt Eriksson: Deckarhyllan, Bibliotekstjänst, 2002